# Р-14 Чусоваја
Р-14 Чусоваја (рус.Чусовая) је балистичка ракета средњег домета развијена у бившем СССР. ГРАУ ознака је 8К65, а НАТО ознака је SS-5 Skean. 
Главни конструктор је био Михаил Кузмич Јангел у ОКБ-586. Ракета је добила име по ријеци у Русији.
Производња је текла у фабрици број 1001 у Краснојарску. Ракета је кориштена и као ракета-носач неких вјештачких сателита програма Космос, са додатним степеном.

## Основни подаци
- Маса: 86.3
- Дужина: 24.4
- Пречник: 2.4
- Бојева глава: 2 мегатона
- Мотор: РД-216
- Потисак: 1480 килоњутна
- Носивост: 1300
- Гориво: УДМХ, хидразин и азот-тетроксид
- Домет: 3700
- Вођење: инерцијално
- Тачност на циљу: 1.13